# Ero una popstar
Ero una popstar (I Used to Be Famous) è un film del 2022 diretto da Eddie Sternberg.

## Trama
Vince è un ex musicista e cantante che sogna di tornare al successo. L'incontro con Stevie, un ragazzo e batterista autistico, creerà un'inaspettata amicizia tra due musicisti rimasti sempre incompresi.

## Distribuzione
Il film è stato distribuito sulla piattaforma Netflix a partire dal 16 settembre 2022.